# Canton de Tramayes
Le canton de Tramayes est un ancien canton français situé dans le département de Saône-et-Loire et la région Bourgogne-Franche-Comté.

## Géographie
Ce canton était organisé autour de Tramayes dans l'arrondissement de Mâcon. Son altitude variait de 245 m (Pierreclos) à 755 m (Tramayes) pour une altitude moyenne de 344 m.

## Histoire
De 1833 à 1848, les cantons de Matour et de Tramayes avaient le même conseiller général. Le nombre de conseillers généraux était limité à 30 par département.

## Représentation

### Conseillers généraux de 1833 à 2015
| Période | Période      | Identité                      | Étiquette    | Qualité                                                                                      |
| ------- | ------------ | ----------------------------- | ------------ | -------------------------------------------------------------------------------------------- |
| 1833    | 1848         | Jean-Louis Delacharme         | Tiers-parti  | Propriétaire à Matour, maire de Chalon-sur-Saône Député (1834-1837)                          |
| 1848    | 1849 (décès) | Jean Elie Bruys               |              | Notaire, ancien maire de Tramayes (1822-1830)                                                |
| 1849    | 1856         | Pierre François Bonnetain     |              | Huissier, maire de Tramayes                                                                  |
| 1856    | 1867         | Jean Marie Tarlet (1806-1881) |              | Propriétaire, rentier, maire de Saint-Pierre-le-Vieux                                        |
| 1867    | 1871         | Auguste Lacroix (1827-1890)   |              | Propriétaire, maire de Tramayes                                                              |
| 1871    | 1881         | Marie-Antoine Thomas          | Républicain  | Notaire, maire de Tramayes, conseiller d'arrondissement                                      |
| 1881    | 1893 (décès) | Philibert Chantin             | Républicain  | Propriétaire à Saint-Point, conseiller d'arrondissement                                      |
| 1894    | 1908 (décès) | André Chervet                 | Rad.         | Agent voyer, retraité à Tramayes                                                             |
| 1908    | 1910         | Pierre Seigneuret             | Rad.         | Marchand de vin à Tramayes, conseiller d'arrondissement                                      |
| 1910    | 1919         | Joseph Plassard               | RG           | Industriel, propriétaire, maire de Saint-Léger-sous-la-Bussière, conseiller d'arrondissement |
| 1919    | 1938 (décès) | Claude Marius Siraud          | Rad.ind.     | Médecin Professeur agrégé à la Faculté de médecine de Lyon Maire de Saint-Point              |
| 1938    | 1940         | Pierre Mallein                | Rad.ind.     | Négociant Maire de Germolles-sur-Grosne                                                      |
|         |              |                               |              |                                                                                              |
| 1945    | 1951         | Eugène Chollet                | SFIO         | Menuisier à Saint-Léger-sous-la-Bussière                                                     |
| 1951    | 1970         | Benoît Quelin                 | CNIP         | Agriculteur, maire de Saint-Point                                                            |
| 1970    | 1976         | Jean Lefort                   | RI           | Transporteur, maire de Bourgvilain                                                           |
| 1976    | 1982         | Pierre Chelle                 | PS           | Vétérinaire à Tramayes                                                                       |
| 1982    | 1988         | Gersende de Quatrebarbes      | DVD          | Propriétaire, maire de Tramayes                                                              |
| 1988    | 1994         | Jean Guillaud                 | DVG          | Maire de Tramayes (1989-1994)                                                                |
| 1994    | 2015         | Maurice Bénas                 | UDF puis UMP | Producteur-récoltant Maire de Serrières (1977-2008)                                          |

### Conseillers d'arrondissement (de 1833 à 1940)
| Période                                  | Période          | Identité                          | Étiquette         | Qualité |
| ---------------------------------------- | ---------------- | --------------------------------- | ----------------- | --- |
| 1833                                     | 1839             | Jean Martinot cadet               |                   | Propriétaire et marchand de bestiaux à Bourgvilain                                                          |
| 1839                                     | 1848             | Jean Marie Marie Spay (1798-1858) |                   | Notaire royal, juge de paix à Tramayes                                                                      |
| 1848                                     | 1852             | Pierre Philibert                  |                   | Maire de Saint-Léger-sous-la-Bussière                                                                       |
| 1852                                     | 1858 (décès)     | Jean Marie Marie Spay             |                   | Notaire royal, propriétaire à Tramayes                                                                      |
| 1858                                     | 1861             | Charles-Antoine Turet             |                   | Notaire à Tramayes                                                                                          |
| 1861                                     | 1871             | Marie Antoine Thomas              | Républicain       | Notaire, maire de Bourgvilain puis de Tramayes                                                              |
| 1871                                     | 1881 (démission) | Philibert Chantin                 | Républicain       | Propriétaire à Saint-Point                                                                                  |
| 1881                                     | 1895             | Jean Martinot                     | Républicain       | Maire de Bourgvilain                                                                                        |
| 1895                                     | 1908             | Pierre Seigneuret (1850-1929)     | Radical           | Tonnelier, marchand de vins en gros, maire de Tramayes                                                      |
| sept.1908                                | 1910             | Joseph Plassard                   | Républicain       | Maire de Saint-Léger-sous-la-Bussière                                                                       |
| 9 oct. 1910                              | 1940             | Claude Dufour (1879-1960)         | Radical puis SFIO | Négociant en vins à Tramayes                                                                                |
| 1940                                     |                  |                                   |                   | Les conseils d'arrondissement ont été suspendus par la loi du 12 octobre 1940 et n'ont jamais été réactivés |
| Les données manquantes sont à compléter. |                  |                                   |                   | |

## Composition
Le canton de Tramayes regroupait 9 communes et comptait 3 519 habitants (recensement de 1999 sans doubles comptes).
| Communes                     | Population (2012) | Code postal | Code Insee |
| ---------------------------- | ----------------- | ----------- | ---------- |
| Bourgvilain                  | 321               | 71520       | 71050      |
| Clermain                     | 197               | 71520       | 71134      |
| Germolles-sur-Grosne         | 110               | 71520       | 71217      |
| Pierreclos                   | 812               | 71960       | 71350      |
| Saint-Léger-sous-la-Bussière | 256               | 71520       | 71441      |
| Saint-Pierre-le-Vieux        | 334               | 71520       | 71469      |
| Saint-Point                  | 316               | 71520       | 71470      |
| Serrières                    | 265               | 71960       | 71518      |
| Tramayes                     | 908               | 71520       | 71545      |

## Démographie
| 1962  | 1968  | 1975  | 1982  | 1990  | 1999  | 2007  |
| ----- | ----- | ----- | ----- | ----- | ----- | ----- |
| 3 019 | 3 326 | 3 320 | 3 408 | 3 334 | 3 519 | 3 798 |